# Chaetognatha
Os quetognatas (do grego para “maxilas com espinhos”) são pequenos animais marinhos (máximo 15 cm de comprimento, essencialmente planctónicos de corpo alongado e não segmentado, com  nadadeiras laterais e caudal que são extensões da ectoderme. A sua característica principal é a existência de dois “pentes” de espinhos quitinosos e retrácteis na cabeça, que eles usam para capturar as suas presas (são carnívoros). Conhece-se apenas um pequeno número de espécies (pouco mais de 120) agrupadas no filo Chaetognatha, em mais de vinte gêneros.
São um filo de predadores de vermes marinhos que são os mais numerosos componentes do plâncton.Cerca de 20% das espécies conhecidas são bentônicas e podem se fixar em algas e rochas. Podem ser encontradas em todas as águas marinhas, desde a superfície das águas tropicais até as profundezas das águas polares.Muitos dos chaetognathas são trnasparentes e têm forma de torpedo.Algumas das espécies que vivem em grande profundidade são laranjas.Eles alcançam um tamanho entre 3 mm e 12 cm.
Apesar de serem muito abundantes e vorazes predadores, a sua posição sistemática não é muito clara. Tradicionalmente, eles foram classificados como deuterostómios mas, devido ao facto de não possuírem aparelhos respiratório, circulatório, nem excretor, torna-se difícil associá-los a outros organismos daquele grupo, uma vez que estas características, associadas à presença da cutícula e de um pseudoceloma, tornam-nos aparentemente próximos dos nemátodos. Alguns autores, no entanto, consideram que os quetognatas têm um verdadeiro celoma.
As únicas peças duras dos quetognatas que fossilizam com relativa facilidade são os espinhos bucais, que foram encontrados desde a era Paleozoica, de há mais de 300 milhões de anos, e pensa-se que estes animais se possam ter originado no período Cambriano.

## Anatomia
Os quetognatas têm um corpo vermiforme com simetria bilateral, dividido em duas regiões, cabeça e tronco, coberto por uma cutícula lisa, sem apêndices (com excepção de um anel de cílios por trás da cabeça), mas com extensões laterais e caudal da ectoderme que se assemelham e funcionam como barbatanas.
Na cabeça, localiza-se um par de “pentes” de espinhos quitinosos móveis, que servem para capturar as suas presas e levá-las à boca, armada de pequenos dentículos, mas sem verdadeiras maxilas (assemelha-se à boca das lampreias ou mixinas e, por essa razão, há autores que consideram os quetognatas próximos dos cordados). Algumas espécies possuem glândulas de veneno. Sobre a cabeça os quetognatas possuem uma extensão da cutícula com a qual eles cobrem a boca, dando ao corpo uma forma mais hidrodinâmica. Na cabeça, encontram-se ainda dois olhos compostos por cinco ocelos, que lhes permitem detectar variações na luminosidade, mas os principais órgãos dos sentidos são mecanorreceptores, que lhes permitem detectar movimento próximo.
A parede do corpo é constituída por quatro faixas longitudinais de músculo, que não se encontram em ligação com o sistema nervoso e são mais espessas na região ventral.

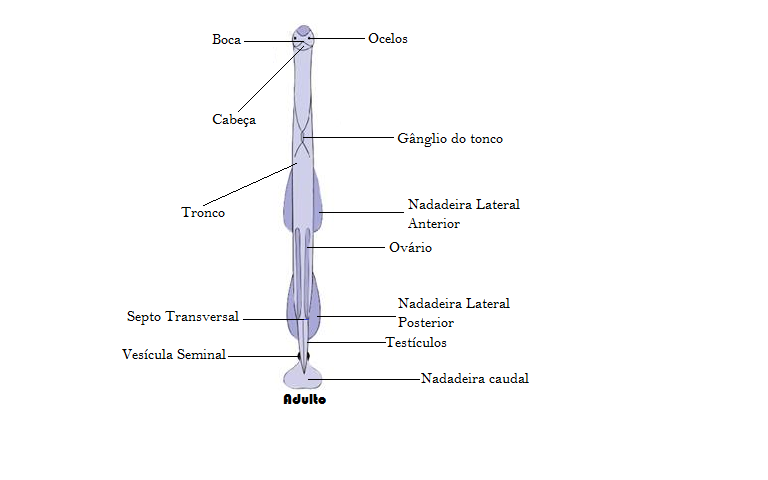
Ilustração esquemática de um indivíduo adulto de chaetognatha, com seus espinho de captura retraídos, e apontando as principais estruturas anatômicas do animal

Não possuem aparelhos respiratório, circulatório nem excretor. As trocas gasosas e a eliminação dos excreta são realizadas através da cutícula. O tubo digestivo consiste num intestino com o ânus sub-terminal e está envolvido pelo pseudoceloma (por esta razão, alguns autores, associam-nos aos pseudocelomados.
O corpo apresenta, durante o desenvolvimento, três regiões de celoma que são reduzidas a duas na fase adulta, um é o celoma anterior, que ocupa a maior parte do corpo, e o outro é o celoma posterior, localizado na parte terminal do corpo do animal, próximo às nadadeira posteriores, e separado do outro celoma por um septo transversal. Essas cavidades são formadas de uma forma totalmente diferente de todos os outros metazoários, num processo chamado de heterocelia (ver abaixo).
O sistema nervoso dos quetognatos é composto de seis gânglios na cabeça (um cerebral, um par de vestibulares, um par de esofágicos e um subesofágico), responsáveis pelo controle e integração de informações sensoriais e pelo controle do aparato de captura de alimento da cabeça, e um gânglio não pareado ventral na parte central do corpo, responsável pelo controle da movimentação do animal.

## Ecologia
Os quetognatas são uma fração dominante do plâncton – apenas os copépodes são mais numerosos que eles. São vorazes predadores, alimentando-se de outros planctontes, larvas, pequenos peixes e doutros quetognatas (são canibais).
Todas as espécies são marinhas e a maior parte são oceânicas, embora algumas sejam bênticas e costeiras, como a Spadella cephaloptera que é frequente em poças alimentadas pelas marés nas costas da Europa. Muitas espécies estão associadas a correntes oceânicas como,  por exemplo, a Sagitta bipunctata, que é uma espécie indicadora da Corrente da Florida.
Tal como muitos outros membros do plâncton, alguns quetognatas realizam migrações verticais, subindo para perto da superfície da água à noite para se alimentarem e descendo para águas mais profundas durante o dia, onde ficam mais protegidos dos predadores.  Algumas espécies realizam ainda migrações sazonais, procurando massas de água com uma temperatura que seja mais próxima da ideal para as suas funções vitais.

## Reprodução e desenvolvimento
Os quetognatas são hermafroditas, possuindo cada indivíduo  órgãos masculinos e femininos. Os órgãos femininos, os ovários encontram-se mergulhados no celoma anterior, sensivelmente a meio do corpo, enquanto que os masculinos, os testículos encontram-se na região do celoma posterior, ocupando boa parte dele, assim como os ovários no celoma anterior. Os espermatozoides amadurecem antes dos óvulos o que, em certa medida, evita a autofertilização. Estes espermatozoides maduros são então agrupados em espermatóforos que ficam ligados à parte exterior do  animal.
O processo de fertilização, assim como o desenvolvimento posterior do embrião, foi descrito em detalhes por Carré et al. (2002) e alguns dos pontos principais se encontram a seguir, com informações complementares de outros trabalhos. A fêmea possui um “aparato de fertilização” composto de duas células nos ovócito maduros. Essas células foram denominadas AFC1 e AFC2 e elas aderem o oócito à parede do ovário e ao espermioduto. 
Após a meiose I do gameta feminino, os espermatozoides fecundam o oócito, tendo de passar primeiramente pela célula AFC2. Normalmente, os animais unem-se de forma que a vesícula seminal de um fique em contacto com o poro genital feminino do outro. Nessa altura, os espermatozoides libertam-se dos espermatóforos e nadam para dentro do ovário, ocorrendo o processo descrito acima.
Depois da fertilização, os ovos são, quer expelidos do corpo numa massa gelatinosa (por vezes, em bancos de algas, onde ficam melhor protegidos), quer guardados no corpo da “mãe”, onde se desenvolvem até à eclosão (ovoviviparidade). O intervalo para a postura de ovos varia de espécies para espécie. No gênero planctônico Sagitta, os ovos fertilizados são prontamente depositados na cápsula gelatinosa, cerca de 15 minutos após a fertilização, enquanto que no gênero bentônico Spadella, foi descrito que os ovos fertilizados podem ficar armazenados por várias horas no corpo da mãe antes de serem postos. Em ambos os casos a meiose II ocorre somente após a deposição dos ovos.
Após a fertilização,o embrião passa pelo processo de divisão celular para seu desenvolvimento,as clivagems. As duas primeiras clivagens, de acordo com Shimotori & Goto (2001) são semelhantes às de Spiralia, ou seja, seu plano é oblíquo ao eixo animal-vegetal do ovo, produzindo células rotacionadas em relação ao padrão radial, sendo que as células animais ficam apoiadas entre os vales de 2 células vegetais e vice-versa. Depois dessas duas primeiras clivagens, o embrião possui quatro células, as quais foram estudadas por Shimotori & Goto (2001) e seus destinos foram traçados desde esse estágio inicial da embriogênese dos Chaetognatha.
Esses autores inferiram, através de processos de marcação celular no adulto e no embrião de 4 células, que: o eixo antero-posterior do corpo do adulto é relativo ao eixo animal-vegetal nesse embrião, as células C e D formam a parte ventral do animal (PGCs, mesentério mediano, epiderme
interna, musculatura longitudinal ventral e intestino) e A e B formam a parte dorsal (Epiderme dorsal, cauda, parte dorsal da musculatura, parte dorsal do intestino, parte lateral dos gânglios ventrais, olhos e Corona ciliata) e que a célula B irá gerar o padrão de expressão gênica similar ao do dorso do adulto. Além disso, a célula D apresenta plasma germinativo e é de onde irão se diferenciar as PGCs (Primordial Germ Cells), as quais formam gônadas nos adultos.
Ocorridas as duas primeiras clivagens, as subsequentes apresentarão um padrão típico de deuterostomios, ou seja, holoblástica radial, formando células piramidais iguais. Um ponto interessante reportado por Carré et al. (2002) é que nos estágios de 16-32 e 32-64 células, as divisões ocorrem por “ondas”, começando do polo animal indo até o polo vegetal do embrião.

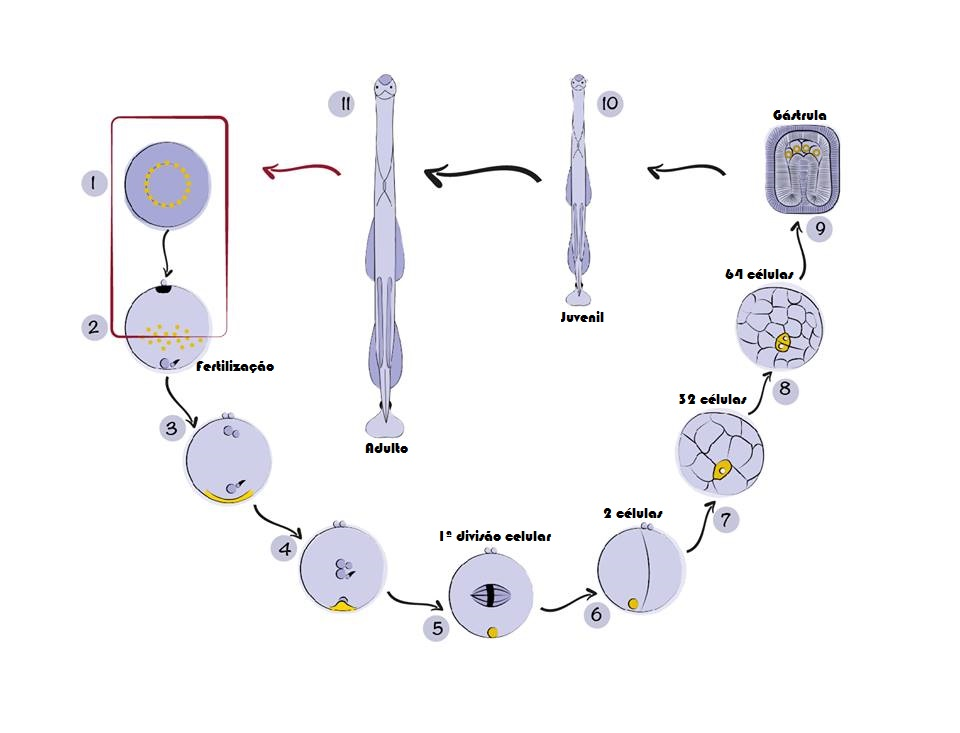
Esquema simplificado do desenvolvimento completo de Chaetognatha, desde a fecundação do ovo até o estágio adulto. Em amarelo está representado o grânulo germinativo

No estágio de blástula, a blastocele é formada por invaginação da ectoderme, formando a endoderme que reveste essa cavidade, a qual é muito estreita quando comparada com a de outros metazoários. Nessa altura, inicia-se a gastrulação e formação do celoma no animal. A endoderme se invagina para dentro da blastocele em dois lugares, formando alças que delimitarão as três regiões do celoma do animal. Esse processo de formação do celoma é único dos Chaetognatha e foi denominado por Kapp (2000) de heterocelia. Posteriormente, o celoma mediano reduz devido à aproximação das duas dobras e desaparece, ficando apenas os celomas anterior e posterior.
Ainda no estágio de gastrulação, o blastóporo surge e, durante algum tempo, uma segunda abertura é vista, o estomodeu, formado também por invaginação da ectoderme. Após o aparecimento dessa segunda abertura, o embrião começa seu elongamento e ambas as aberturas, blastóporo e estomodeu, se fecham. O ânus e a boca se abrirão novamente somente após o juvenil eclodir do ovo, mas sabe-se que o blastóporo formará o ânus e o estomodeu dará origem à boca do animal, padrão típico de formação das aberturas do trato digestivo de deuterostomados. A gástrula formada é típica e única do filo Chaetognatha.
Os indivíduos eclodem dos ovos sem possuir olhos, ganchos cefálicos, boca e ânus e nadadeiras pareadas (apenas a caudal). Essas estruturas vão se formando conforme o indivíduo se desenvolve fora do ovo e, cinco dias após a eclosão, eles já apresentam todas as estruturas de um ser adulto, inclusive gônadas bem desenvolvidas (Shimotori et al., 1997).
Carré et al. (2002), traçaram a rota de formação das gônadas, desde a vesícula germinativa no ovo não fecundado até o indíviduo adulto, onde as PGCs se desenvolvem em gônadas. O processo é descrito resumidamente a seguir.
No ovo ainda não fecundado, há a presença de uma vesícula (= grânulo) germinativa (o). Essa vesícula está presente até mesmo em ovos que não são fecundados, mostrando que a fertilização não influencia na formação da mesma. Porém, quando o ocorre a fertilização, o grânulo se encontra próximo à superfície vegetal do ovo, perto da região onde ocorreu a entrada do pró-núcleo masculino. A vesícula germinativa agrega partículas densas do citoplasma do ovo através de movimentos espirais rápidos (15-25 um/minuto).
Durante as primeiras divisões celulares, essa estrutura permanece em apenas um blastômero, o terminal do polo vegetal do embrião, até o estágio de 64 células. Na divisão 32-64 células, ele é dividido entre as células filhas formadas e elas não se dividem durante a blástula ou gástrula inicial. Essas duas células são as primeiras PGCs do quetognata. Na gastrulação desses animais, as PGCs são as primeiras que invaginam para dentro da blastocele e, durante a gástrula tardia, elas se dividem, formando quatro células com núcleos grandes e plasma germinativo.
Elas permanecem indivisas até a eclosão do juvenil, quando elas são divididas um par de cada lado do septo transversal, ou seja, um par no celoma anterior, onde elas se desenvolverão em gônadas femininas, e outro par no celoma posterior, onde irão formar gônadas masculinas.

## Filogenia e classificação
Os quetognatas não formam fósseis com facilidade, mas pensa-se que se tenham originado no período Cambriano. Os seus espinhos bucais são encontrados ocasionalmente em rochas do Paleozóico superior, mas já foram achados animais completos (mas que não foram ainda formalmente descritos) das argilas de Kicking Horse, do Cambriano Médio da série Burgess da Columbia Britânica e do Cambriano inferior em Maotianshan, na província de Yunnan, na China.
Do ponto de vista filogenético, pensa-se que os quetognatas estejam relacionados com os animais que formaram os fósseis conhecidos como conodontes; os protoconodontes, conhecidos apenas por dentes fossilizados, poderiam ser quetognatas e não conodontes. O fóssil Amiskwia, da série Burgess, pode ter sido igualmente um quetognata, embora não apresente dentes e tenha sido geralmente considerado como pertencente a outro filo de vermes.
Tradicionalmente, os quetognatas têm sido classificados como deuterostómios mas, pelas características descritas acima, existem razões para os considerar protostómios. Existe uma escola que os considera no grupo Spiralia, juntamente com os moluscos, anelídeos e outros filos, mas há uma proposta (Nielsen (2001) de os incluir numa clade denominada Gnathifera, juntamente com os rotíferos. Várias análises genéticas apoiaram esta relação.
A classificação adoptada deixa um espaço em aberto, que poderá ser preenchido quando novas evidências forem encontradas:
- Reino Animalia
  - Sub-reino Eumetazoa
    - Bilateria
      - Protostomia
        - Spiralia
          - Gnathifera
            - Filo Chaetognatha
              - Classe Archisagittoidea
              - Classe Sagittoidea